# 第一屆特朗普政府大麻政策
第一次特朗普总统任期曾採取反對大麻合法化及反對放鬆大麻法律的立場。儘管特朗普在2016年總統競選期間表示，他支持將大麻合法化的問題交由各州自行處理，但他的政府隨後維持了聯邦對大麻的禁令。特朗普政府於2021年的財政預算提案中，甚至提出取消對各州醫用大麻法律的保護。此外，在2018年，該政府廢除了2013年科爾備忘錄，該備忘錄是奧巴馬時代司法部的一項政策，通常指示聯邦檢察官不在已合法化大麻的州對大麻進行起訴。

## 早期聲明
在2017年2月的新聞發布會上，白宮發言人肖恩·斯派塞表示，聯邦政府有可能加強對聯邦反大麻法律的執行，特朗普領導下的美國司法部將對娛樂性大麻合法化的州法律進行“進一步調查”。斯派塞對娛樂性大麻和醫用大麻的使用作了區分，他建議特朗普要“理解許多人所面臨的痛苦和苦難，尤其是絕症患者，以及某些藥物，包括醫用大麻，對他們可能帶來的舒緩”。斯派塞表示，政府認為娛樂性大麻的使用與阿片類藥物濫用存在聯繫，儘管目前的研究顯示相反情況，事實上，大麻的使用實際上可以降低阿片類藥物濫用的風險。

## 科爾備忘錄的廢除和奧巴馬時代的不干預政策
2018年1月4日，美國司法部長傑夫·塞申斯廢除了奧巴馬時代的三份備忘錄，其中包括2013年的科爾備忘錄。這些備忘錄原本採取了不干涉娛樂性大麻合法化州政策的立場。
2018年4月，美國科羅拉多州共和黨參議員科里·加德納威脅要阻止任命20名司法部提名人，以回應科爾備忘錄的廢除。然而，後來加德納表示他已與特朗普達成協議，政府將維護各州在其相關管轄範圍內監管大麻的權利。此外，政府還向已合法化大麻的州保證，科爾備忘錄的廢除不會使它們受到聯邦檢察官的管轄。

## 立法
2017年5月，特朗普政府的首批官方聲明之一出現在簽署2017年綜合撥款法案時。在這個時候，特朗普在簽署該法案時發表了一份簽署聲明，表示他的政府有權忽視羅拉巴赫-布盧梅瑙爾修正案（前身為羅拉巴赫-法爾修正案）。該修正案旨在禁止使用聯邦資金來起訴根據適用州法律合法的醫用大麻活動的個人。特朗普的簽署聲明強調，國會對支出權限的限制對他的政府不具有法律約束力。
隨後在2018年6月，特朗普表示他“可能”支持《州法案》。該法案是一項兩黨法案，旨在有效結束聯邦對大麻的禁令，將大麻合法化的問題交由各州自行處理。

## 各州的反應
截至2019年，已有37個州將醫用大麻合法化。此外，阿拉斯加州、加利福尼亞州、科羅拉多州、伊利諾伊州、緬因州、馬薩諸塞州、內華達州、俄勒岡州、佛蒙特州、密歇根州、華盛頓州以及哥倫比亞特區也已將其合法化以供娛樂用途。在2017年4月，阿拉斯加州、科羅拉多州、俄勒岡州和華盛頓州的州長聯名致信美國政府，敦促繼續執行科爾備忘錄中的聯邦政策。
針對2017年2月宣布的鎮壓行動：
- 華盛頓州總檢察長鮑勃·弗格森（英语：Bob Ferguson (politician)）表示，華盛頓州將堅守其大麻法律（英语：Cannabis in Washington (state)）：“我將反對特朗普政府任何破壞華盛頓州選民意願的努力，弗格森在接受采訪時如此表達。2月15日，弗格森和州長傑伊·英斯利聯合致函美國司法部長傑夫·塞申斯，強調華盛頓州的非法交易已被納稅監管行業取而代之，這使得執法人員得以釋放出時間，投入到其他職責上。弗格森和英斯利在信中向塞申斯陳述：“考慮到大麻執法所能使用的資源有限，重新實施‘全面禁止’不太可能消除大麻的非法生產、運輸和消費[17][18]。”

- 內華達州參議院多數黨領袖亞倫·D·福特（英语：Aaron D. Ford）強烈呼籲該州總檢察長「堅定捍衛」該州有關娛樂性大麻合法化和課稅的法律（英语：Cannabis in Nevada）。福特表示：「特朗普政府採取的任何行動都是對內華達州選民的蔑視，並有可能損害內華達州學生的經濟狀況[18][19]。」

- 俄勒岡州參議員榮恩·魏登對此次鎮壓行動做出了回應，強烈呼籲聯邦政府尊重俄勒岡州選民已將大麻合法化的決定（英语：Cannabis in Oregon）。他強調：「特朗普政府正在威脅著各州的權利，這其中包括生活在大麻合法化州的五分之一美國人的權益。」懷登表示，他將提出俄勒岡州反對聯邦政府干涉該州事務的呼籲，以捍衛其主權[20]。